# Здзіслав Рураж
Здзіслав Мацей Рураж (пол. Zdzisław Maciej Rurarz; 24 лютого 1930, Пйонки — 21 січня 2007, Фолс-Черч) — польський економіст, дипломат, викладач Варшавської школи економіки, автор книг і публікацій, посол Польської Народної Республіки в Японії.

## Публікації
- «Експансія капіталу США» — «Ekspansja kapitału USA», Państwowe Wydawnictwo Ekonomiczne, Варшава, 1969
- «Дилеми розвитку» — «Dylematy rozwoju», Państwowe Wydawnictwo Ekonomiczne, 1977
- «Енергетична криза — міф чи реальність?» — «Kryzys energetyczny – mit czy rzeczywistość?», Państwowe Wydawnictwo Ekonomiczne, 1978
- «Притулок: Японцям з любов'ю» — «Nihonjin-e ai-o komete chū-Nichi Pōrando taishi bōmeiki» / Z. Rurasshu ; Kasai Tetsuo yaku, Токіо: Sekai Nippōsha, 1984, ISBN 4-88201-020-8
- «Я був радником Ґерека» — «Byłem doradcą Gierka», Wyd. Andy Grafik LTD, Чикаго-Торонто-Варшава, 1990
- «Підступна гра: Зустрічі з професором Руражем: друга частина розмови між Здіславом М. Руражем та Томашем С. Почроном» — «Perfidna gra : spotkania z prof. Rurarzem : druga część rozmów pomiędzy Zdzisławem M. Rurarzem a Tomaszem S. Pochroniem», Wydawnictwo Wici, Чикаго, 1994
- «Комучі» — «Komuchy», Wydawnictwo Wici, Чикаго, 1998
- «Секрети круглого столу» — «Tajemnice Okrągłego Stołu», Wydawnictwo Wici, Чикаго, 1999